# Заґаєвічкі
Заґаєвічкі (пол. Zagajewiczki) — село в Польщі, у гміні Домброва-Біскупія Іновроцлавського повіту Куявсько-Поморського воєводства.
У 1975-1998 роках село належало до Бидгощського воєводства.